# Tryphon bidentulus
Tryphon bidentulus là một loài tò vò trong họ Ichneumonidae.